# Morschbacherhof
Der Morschbacherhof – alternativ Morschbacher Hof geschrieben – ist ein Bauwerk in Weidenthal, das unter Denkmalschutz steht. Zugleich ist er als Wohnplatz ausgewiesen

## Lage
Der Morschbacherhof liegt südlich des Siedlungsgebiets des Weidenthaler Kernortes am Ende des Morschbachtals unweit der Gemarkungsgrenze zu Esthal.

## Anlage
Beim Morschbacherhof handelt es sich um eine bauliche Gesamtanlage. Er stellt einen eingeschossigen, nachbarocken Krüppelwalmdachbau dar, die Scheune wurde 1856 errichtet. Zudem existieren Mauerreste weiterer Bauten, unter anderem ein in den Hang gebauter Gewölbekeller. Zum Ensemble gehört außerdem der seit 1699 existierende Friedhof der Familie Laubscher; seine Pforte ist mit der Jahreszahl 1754 bezeichnet.

## Geschichte
Nachdem der Morschbacherhof im Dreißigjährigen Krieg wüst gefallen war, erhielt der aus der Schweiz stammende Hans Laubscher diesen als Erbpacht; in der Folgezeit erwarben seine Nachfahren den Hof samt dem zugehörigen Gelände. Mitte des 18. Jahrhunderts entstand auf dem Gelände ein Waldfriedhof. Der Hof in seiner gegenwärtigen Form wurde 1820 errichtet. Er war zu diesem Zeitpunkt Teil einer Siedlung, die insgesamt fünf Wohnhäuser umfasste. Ende des 19. Jahrhunderts wurden die übrigen Häuser abgerissen.